# Constant Moreau
Pour les articles homonymes, voir Moreau.
Constant Moreau, né le 29 avril 1884 à Guérigny et mort le 22 novembre 1918 à Zaječar, est un écrivain français du début du XXe siècle.

## Biographie
Constant Joseph Moreau naît à Guérigny en 1884, fils de Joseph Constant et de Constance Philippine Bourdessol, mariés à Donzy depuis 1881,.
Après un passage aux écoles d'agriculture de Châtillon-sur-Seine et de Douai, Constant Moreau entre dans l'enseignement public à Paris en 1908. Il écrit en même temps des contes, des vers, du théâtre, et participe à la fondation du groupe et de la Revue néo-romantique, puis du Journal des lettrés[réf. nécessaire]. Mobilisé en 1914 comme auxiliaire, il passe sur sa demande dans le service armé, combat en Artois comme brigadier d'artillerie, fait un stage à l'école de Fontainebleau, est nommé sous-lieutenant en 1917 et gagne à Verdun sa première citation[réf. nécessaire].
Volontaire pour l'Orient, il prend part à la campagne de Macédoine et obtient sa deuxième citation à la bataille de Skra di Legen. Il meurt de la grippe espagnole le 22 novembre 1918, à l'ambulance alpine no 5 à Zaječar,, en achevant les dernières pages de son livre. Parce que son dernier domicile était le 38, rue de Sambre-et-Meuse, son acte de décès est transcrit le 2 septembre 1921 à la mairie du 10e arrondissement de Paris.
Un recueil de ses contes est publié à titre posthume sous le titre Contes d'un brigadier aux enfants de France, en 1927, grâce aux démarches de son ami le poète Raymond Christoflour,. L'ouvrage reçoit le prix Ernest-Thorel, d'une valeur de 2 000 francs, décerné au meilleur livre pour l'éducation du peuple.

## Publication
- Contes d'un brigadier aux enfants de France, Albin Michel, Paris, 1927